# Rèquiem (Berlioz)
El Rèquiem (Op. 5, Grande Messe des morts) d'Hector Berlioz fou compost el 1837 i revisat el 1852 i el 1867. És una de les obres més conegudes de Berlioz per a la seva enorme orquestració de fusta i de metall comprenent quatre conjunts de metall antifonari situats a les cantonades de l'escena. L'obra dura aproximadament 90 minuts i treu el seu text del rèquiem de la missa llatina tradicional.
Obra composta quan el músic francès acabava de traspassar la trentena. Una de les curiositats de l'obra és que Berlioz no era especialment creient: el rèquiem no neix de la fe del músic sinó d'un encàrrec que Berlioz rep del govern francès. No hi ha dubte que el principal inconvenient que es troben les produccions d'aquesta obra és que demanen un nombre d'efectius, instrumentals i corals, sensiblement superior al que és habitual.
Berlioz va escriure el 1867: «Si veiés totes les meves obres a punt de ser cremades, la que demanaria que exceptuessin és la missa dels morts.»

## Història
Adrien de Gasparin, ministre de l'Interior francès, volia posar de moda la música religiosa. Va decidir finançar cada any un compositor perquè compongués una missa o un oratori de gran dimensió. El ministre va començar el 1837 amb Berlioz demanant-li que compongués una missa de rèquiem en memòria dels soldats de la revolució de juliol de 1830.
Berlioz, que volia compondre una obra amb una gran orquestració, va acceptar amb alegria aquesta demanda: El text del Rèquiem era per a mi una presa cobejada des de feia molt temps, que se'm lliurava finalment, i sobre la qual em vaig llançar amb una mena de furor.
Berlioz tenia per costum dirigir les seves obres però se li va imposar la direcció de François-Antoine Habeneck, amb qui fou confós en la direcció. L'estrena va ser el 5 de desembre de 1837 a l'església dels Invàlids.
Berlioz va revisar l'obra dues vegades en la seva vida, el primer el 1852, i feia les revisions finals el 1867, només dos anys abans de la seva mort.

## Moviments
Consta de deu moviments:
- Introitus i Kyrie
- Seqüència: 
  - Dies irae
  - Quid sum miser
  - Rex tremendae
  - Quaerens me
  - Lacrymosa
- Ofertori: 
  - Domine Jesu Christe
  - Hostias
- Sanctus
- Agnus Dei i Comunió